# Aporophyla filigramma
Aporophyla filigramma là một loài bướm đêm trong họ Noctuidae.